# Puerta y Capilla Ibérica
La Puerta y Capilla Ibérica (en ruso: Иверские ворота, Íverskiye vorota, por el Monasterio de Iviron), también llamada de la Resurrección (en ruso: Воскресенские ворота, Voskresénskiye vorota) es la única puerta existente del Kitái-górod en Moscú. Se conecta el extremo noroccidental de la Plaza Roja con la Plaza del Manège y daba su nombre a la cercana plaza Voskresénskaya, renombrada en Plaza de la Revolución en 1918. La puerta está al lado del edificio adornado de la Duma de la Ciudad de Moscú hacia el este y el Museo Estatal de Historia hacia el oeste. Justo en frente de la capilla esta una placa de bronce que marca el kilómetro cero de la red de carreteras de Rusia.
Fue construida en 1680, sin embargo con la creación de la llegada del comunismo y la creación de la Unión Soviética, la puerta fue destruida en la década de 1930 para dar paso a los tanques en los desfiles militares que se realizan en la Plaza Roja. Con el Colapso de la Unión Soviética en 1991 se iniciaron planes para su reconstrucción, empezando los trabajos en 1994 y siendo finalmente inaugurada en 1995.  